# エクセター
エクセター（Exeter）は、イングランド南西部、デヴォン州の都市。人口12万4328人（2014年推計）。市街の中心には芝生の広場に囲まれたエクセター大聖堂があり、市民の憩いの場となっている。イングランド南部の名門大学であるエクセター大学がある。

## 歴史

### 先史時代
エクセターは、乾燥した尾根の集落として始まった。この地域には肥沃な土地と川には多くの魚がいた。先史時代の主要な発見はされていないが、これらの利点により、この地域が早期に占領されたことを示唆している。硬貨はヘレニズムの王国から発見されており、紀元前250年には地中海との入植地の存在を示唆している。このような初期の町は、ジュリアスシーザーが解説で述べたように、ローマ時代以前のガリア人の特徴であり、ブリタニアにも存在した可能性がある。

### ローマ時代
ローマ人は、西暦55年頃にイスカ（英語: Isca）という名前の42エーカー（17ヘクタール）の「トランプ」型（角が丸く、短辺が2つ、長辺が2つある長方形）の要塞（ラテン語：カストラ）を構築した。要塞は、フォッシーの道（英語: Fosse Way）（アントニンの旅程（英語: Antonine Itinerary）のルート15）は、ウェールズのカーリーアンに移る前の次の20年間、ベスパシアン（後にローマ帝国）が率いた5,000人の第2軍団アウグスタ（Legio II Augusta）の基地として機能した。Iscaとしても知られていた。 2つを区別するためにローマ人はエクセターをIsca Dumnoniorum（Dumnoniiのウォータータウン）、カーリーアンをIsca Augustaと呼んでいた。トップシャム（英語: Topsham, Devon）にも小さな砦が築かれた。2010年にトップシャムロードのセントロイズで2つの間のルート上の補給基地が発掘された。

### 中世
アッシャー司教（英語: James Ussher）は、英国の28の都市の中でブリトンの歴史によってリストされたCair Pensa vel CoytをIscaと特定したが、デビッドナッシュフォードはそれをペンセルウッド（英語: Penselwood）への言及として読み、より可能性が高いと考えた。リンディニス（現代のイルチェスター）。ローマが410年頃にイギリスから撤退した時から7世紀まで、エクセターについては確かなものは何もない。その時までに、都市は658年にサマセットのペオンナムでイギリスのダムノニア人を打ち負かした後にエクセターに到着したサクソン人によって支配されていた。サクソン人は、1637年まで以前の居住者を記念して「ブリタイン」通りとして知られていた現在のバーソロミュー通りの周りに、独自の法律の下でブリトン人のために都市の4分の1を維持したようです。

## 気候
冬は温和で湿潤、夏は気温の変化が激しいといった特徴を持つ。
やや内陸に位置するため、周辺都市と比較して冬の冷え込みが強く、夏は暖かく乾燥する。
| エクセター(1981–2010) 極値 (1960–)の気候 | エクセター(1981–2010) 極値 (1960–)の気候 | エクセター(1981–2010) 極値 (1960–)の気候 | エクセター(1981–2010) 極値 (1960–)の気候 | エクセター(1981–2010) 極値 (1960–)の気候 | エクセター(1981–2010) 極値 (1960–)の気候 | エクセター(1981–2010) 極値 (1960–)の気候 | エクセター(1981–2010) 極値 (1960–)の気候 | エクセター(1981–2010) 極値 (1960–)の気候 | エクセター(1981–2010) 極値 (1960–)の気候 | エクセター(1981–2010) 極値 (1960–)の気候 | エクセター(1981–2010) 極値 (1960–)の気候 | エクセター(1981–2010) 極値 (1960–)の気候 | エクセター(1981–2010) 極値 (1960–)の気候 |
| 月                                       | 1月                                      | 2月                                      | 3月                                      | 4月                                      | 5月                                      | 6月                                      | 7月                                      | 8月                                      | 9月                                      | 10月                                     | 11月                                     | 12月                                     | 年                                       |
| ---------------------------------------- | ---------------------------------------- | ---------------------------------------- | ---------------------------------------- | ---------------------------------------- | ---------------------------------------- | ---------------------------------------- | ---------------------------------------- | ---------------------------------------- | ---------------------------------------- | ---------------------------------------- | ---------------------------------------- | ---------------------------------------- | ---------------------------------------- |
| 最高気温記録 °C （°F）                   | 16.6 (61.9)                              | 14.3 (57.7)                              | 21.0 (69.8)                              | 23.6 (74.5)                              | 27.5 (81.5)                              | 33.5 (92.3)                              | 32.2 (90)                                | 32.4 (90.3)                              | 26.9 (80.4)                              | 26.0 (78.8)                              | 18.6 (65.5)                              | 15.9 (60.6)                              | 33.5 (92.3)                              |
| 平均最高気温 °C （°F）                   | 8.8 (47.8)                               | 8.8 (47.8)                               | 11.1 (52)                                | 13.3 (55.9)                              | 16.8 (62.2)                              | 19.8 (67.6)                              | 21.7 (71.1)                              | 21.5 (70.7)                              | 19.2 (66.6)                              | 15.2 (59.4)                              | 11.7 (53.1)                              | 9.1 (48.4)                               | 14.8 (58.6)                              |
| 日平均気温 °C （°F）                     | 5.8 (42.4)                               | 5.6 (42.1)                               | 7.4 (45.3)                               | 8.9 (48)                                 | 12.2 (54)                                | 15.2 (59.4)                              | 17.1 (62.8)                              | 16.9 (62.4)                              | 14.8 (58.6)                              | 11.6 (52.9)                              | 8.3 (46.9)                               | 5.8 (42.4)                               | 10.8 (51.4)                              |
| 平均最低気温 °C （°F）                   | 2.7 (36.9)                               | 2.4 (36.3)                               | 3.7 (38.7)                               | 4.5 (40.1)                               | 7.6 (45.7)                               | 10.5 (50.9)                              | 12.4 (54.3)                              | 12.3 (54.1)                              | 10.3 (50.5)                              | 8.0 (46.4)                               | 4.8 (40.6)                               | 2.4 (36.3)                               | 6.8 (44.2)                               |
| 最低気温記録 °C （°F）                   | −13.1 (8.4)                              | −9.3 (15.3)                              | −9.6 (14.7)                              | −4.4 (24.1)                              | −1.7 (28.9)                              | 0.9 (33.6)                               | 2.1 (35.8)                               | 2.0 (35.6)                               | −1.0 (30.2)                              | −3.9 (25)                                | −6.2 (20.8)                              | −16.4 (2.5)                              | −16.4 (2.5)                              |
| 降水量 mm （inch）                       | 82.2 (3.236)                             | 60.7 (2.39)                              | 56.8 (2.236)                             | 62.1 (2.445)                             | 57.2 (2.252)                             | 48.4 (1.906)                             | 45.8 (1.803)                             | 53.4 (2.102)                             | 58.8 (2.315)                             | 88.9 (3.5)                               | 83.4 (3.283)                             | 87.3 (3.437)                             | 784.9 (30.902)                           |
| 平均降水日数 （≥1.0 mm）                 | 12.4                                     | 10.4                                     | 10.2                                     | 9.9                                      | 9.7                                      | 7.4                                      | 7.8                                      | 7.9                                      | 8.8                                      | 12.1                                     | 12.6                                     | 12.0                                     | 121.0                                    |
| 平均月間日照時間                         | 57.7                                     | 73.1                                     | 109.5                                    | 162.9                                    | 190.4                                    | 194.7                                    | 192.6                                    | 177.4                                    | 136.0                                    | 96.6                                     | 71.5                                     | 51.0                                     | 1,513.1                                  |
| 出典1：Met Office                        |                                          |                                          |                                          |                                          |                                          |                                          |                                          |                                          |                                          |                                          |                                          |                                          |                                          |
| 出典2：KNMI                              |                                          |                                          |                                          |                                          |                                          |                                          |                                          |                                          |                                          |                                          |                                          |                                          |                                          |

## 交通

### 空港

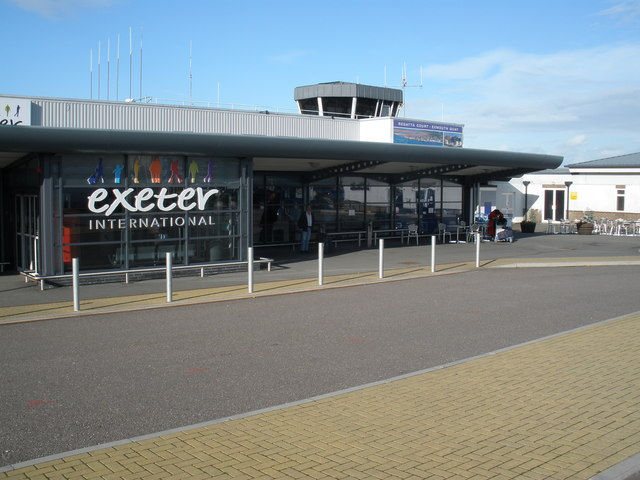
エクセター空港

エクセター空港は市の東に位置し、英国内とアイルランドの地方空港への定期便とチャーター便がある。2005年、国際ハブ空港への接続はパリ＝シャルル・ド・ゴール空港から始まり、その後、アムステルダム・スキポール空港への毎日定期便運航が始まった。2019年、ライアンエアーがルア、ナポリ、マラガへのフライトを開始した。

### 鉄道

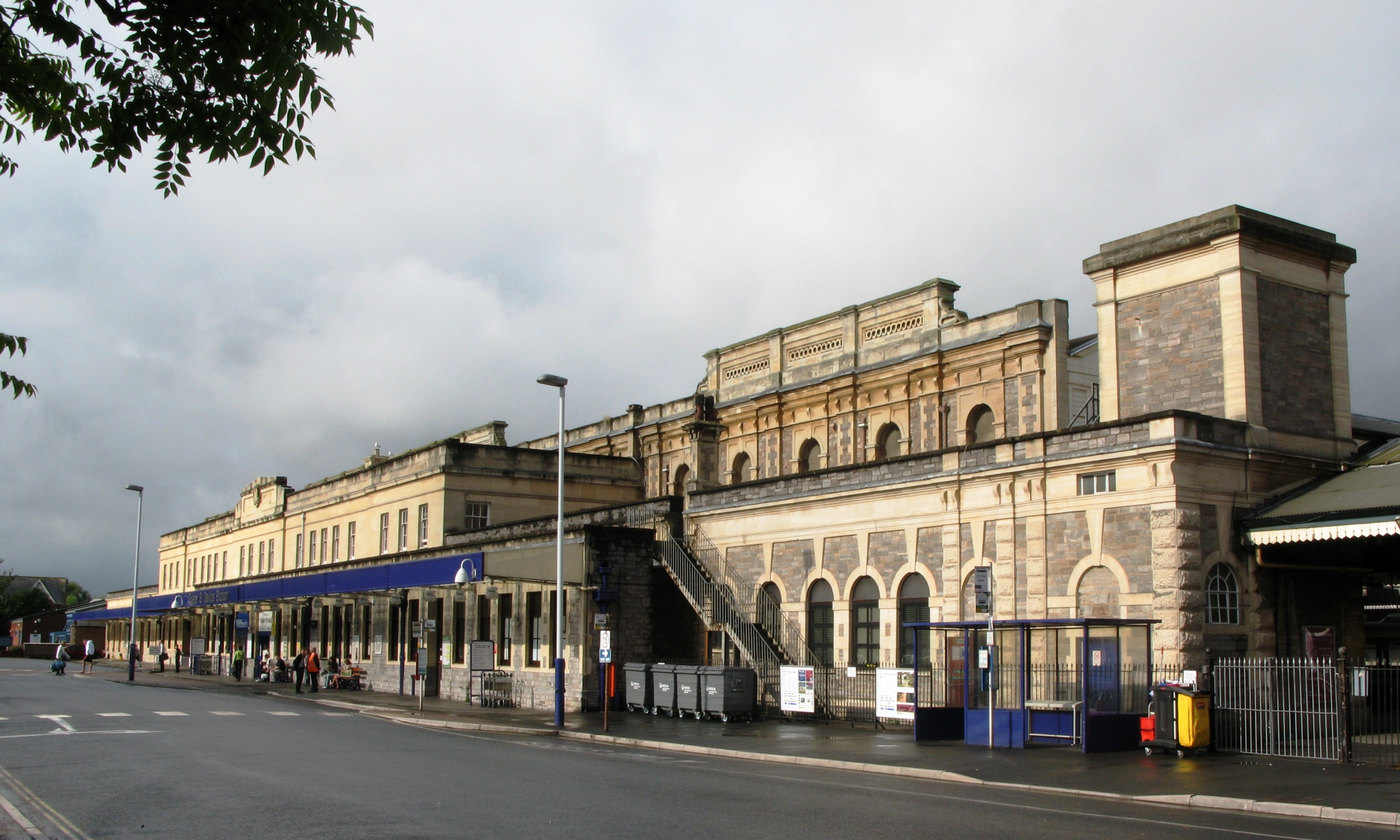
エクセターセントデイビッド駅

エクセターセントデイビッド駅は、南西部のターミナル駅となっており、ペイントン、エクスマウス、バーンステープル、オークハンプトンなど、デヴォンの支線に接続されている。これにより、夏の間だけは、エクセターセントデイビッド駅からデヴォンのほとんどの駅に直接行くことができる。

## 教育
エクセター大学のキャンパスが2つある。また、プリマス大学のキャンパスもある。

## スポーツ
- エクセター・シティ - エクセターに本拠地を置く、サッカーのクラブチーム。
- エクセター・クリケットクラブ - エクセターに本拠地を置く、クリケットのクラブチーム。

## エクセター侯爵
- ウィリアム・セシル（5代目エクセター侯爵）
- デヴィッド・バーリー（6代目エクセター侯爵） - セシルの子。1928年アムステルダムオリンピック金メダリスト。
- ウィリアム・セシル（7代目エクセター侯爵） - バーリーの弟。

## 出身人物
- ヘンリー・チャドウィック - 歴史家・スポーツライター。『野球の父』と呼ばれる。 (アメリカ野球殿堂表彰者)
- リチャード・フッカー - 神学者
- クリス・マーティン - コールドプレイのボーカル
- ジョン・グールド・ヴィーチ - 園芸商、ヴィーチ家の一族、プラントハンター

## 姉妹都市
- レンヌ（フランス共和国）
- バート・ホンブルク（ドイツ連邦共和国ヘッセン州）
- ヤロスラヴリ（ロシア連邦）
- テッラチーナ（イタリア共和国）